# 阿爾巴龍山
45°20′02″N 7°06′04″E / 45.33389°N 7.10111°E

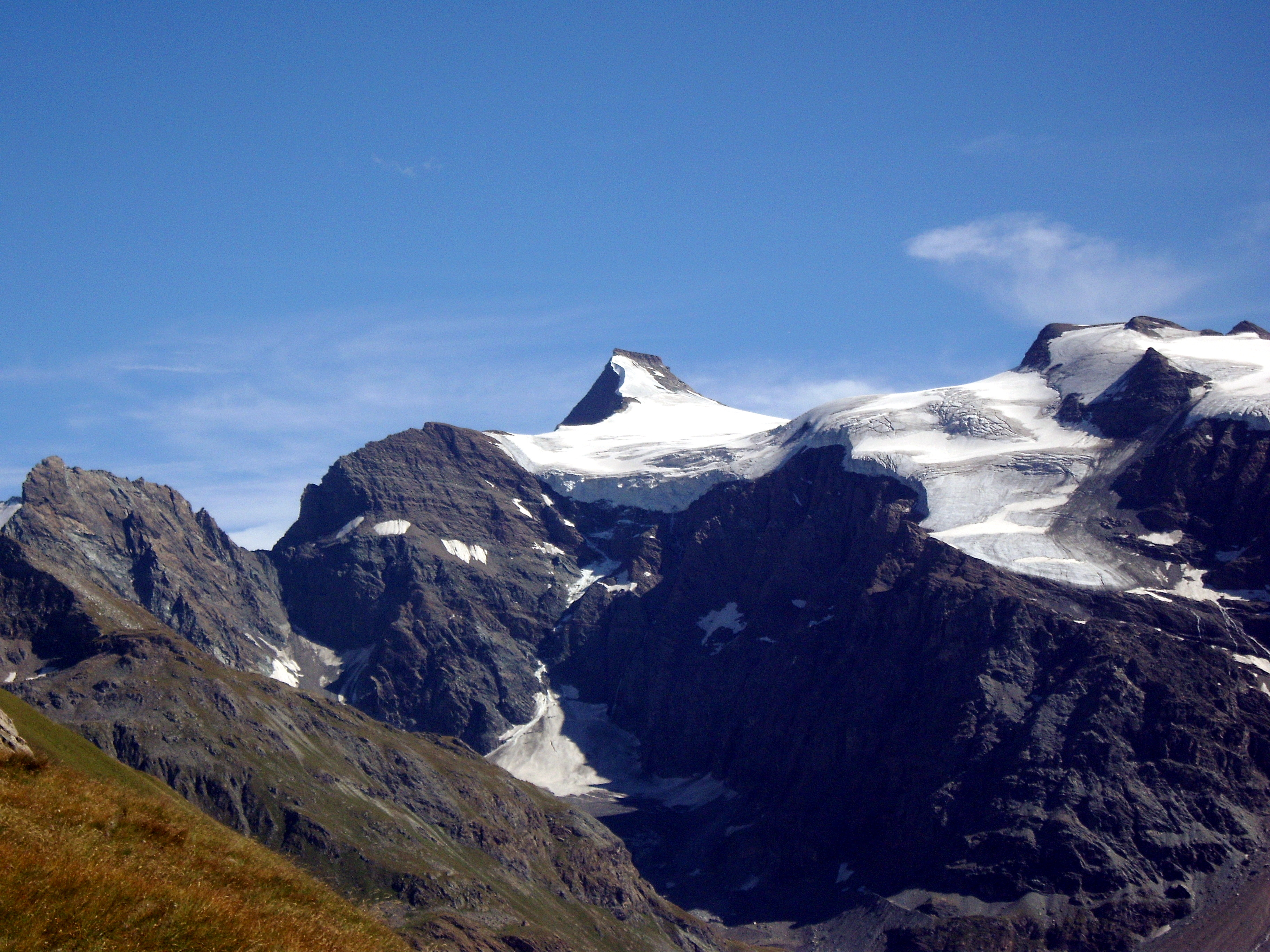

阿爾巴龍山（法語：Albaron），是法國的山峰，位於該國東南部，由奧文尼-隆-阿爾卑斯大區負責管轄，屬於格拉耶山的一部分，海拔高度3,638米，人類在1866年9月2日首次登頂。